# Acraea bergeri
Acraea bergeri är en fjärilsart som beskrevs av Pierre 1976. Acraea bergeri ingår i släktet Acraea och familjen praktfjärilar. Inga underarter finns listade i Catalogue of Life.